# Open Chess Menorca
Das Open Chess Menorca ist ein Schachturnier, das seit 2022 jährlich im spanischen Ciutadella ausgetragen wird. Das Turnier findet nach Schweizer System in neun Runden statt und ist nach Elo-Wertung in zwei Gruppen aufgeteilt. Zudem findet am dritten Tag jeweils ein Blitzschachturnier statt. Spielort der Turniere, die von der Chess Menorca Association organisiert werden, sind verschiedene Hotels in der Stadt Ciutadella. 2022 und 2023 war das Hotel Spa Sagitario Gaststätte, 2024 zog es in den MarSenses Paradise Club um.
Das Hauptturnier wird mit einer klassischen Bedenkzeit ausgespielt: 90 Minuten Startzeit sowie ein Zeitinkrement von 30 Sekunden bereits ab dem ersten Zug. Beim Blitzschachturnier kommen 3 Minuten Startzeit und 2 Sekunden Inkrement zur Anwendung.

## Übersicht
Mit einem TAR von 2660½ im Jahr 2023 beziehungsweise 2676⅝ im Jahr 2024 war das A-Turnier für Punkte im FIDE Circuit 2023 und 2024 berechtigt.
| Jahr | Zeitraum               | Gruppe A            | Gruppe A | Gruppe A | Gruppe B               | Gruppe B | Gruppe B | Blitz               | Blitz | Blitz |
| Jahr | Zeitraum               | Sieger              | Pkt      | TN       | Sieger                 | Pkt      | TN       | Sieger              | Pkt   | TN    |
| ---- | ---------------------- | ------------------- | -------- | -------- | ---------------------- | -------- | -------- | ------------------- | ----- | ----- |
| 2022 | 20. bis 24. April 2022 | D. Gukesh           | 6 a      | 137      | Luke Gostelow          | 6 a      | 071      | Schant Sargsjan     | 8½    | 098   |
| 2023 | 11. bis 16. April 2023 | D. Gukesh V. Pranav | 7        | 200      | Chun Hei Ng            | 7½       | 077      | Wladimir Fedossejew | 8½    | 128   |
| 2024 | 2. bis 7. April 2024   | Erigaisi Arjun      | 7½       | 284      | Elena Andreeva         | 7½       | 091      | Mendes Aaron Reeve  | 8     | 173   |
| 2025 | 22. bis 27. April 2025 | Wassyl Iwantschuk   | 8        | 326      | Adria Torrent Santonja | 8        | 115      | Zeng Chongsheng     | 8     | 159   |